# Szorbitán-sztearát
A szorbitán-sztearát (más néven E491 vagy szorbitán-monosztearát) a sztearinsav és a szorbit keverékeként keletkező vegyületek gyűjtőneve. A sztearinsav növényekben, és állatokban egyaránt megtalálható, de élelmiszeripari célokra leginkább növényi eredetű sztearinsavat használnak, bár az állati eredet sem zárható ki. Az állati eredetről kizárólag a gyártó adhat felvilágosítást.

## Élelmiszeripari felhasználása
Élelmiszerek esetén emulgeálószerként, és stabilizálószerként, E491 néven alkalmazzák.  Előfordulhat pékárukban, valamint egyes kozmetikumokban.

## Egészségügyi hatások
Napi maximum beviteli mennyisége 25 mg/testsúlykg. Nincs ismert mellékhatása. Tiszta állapotban irritációt okozhat.